# Велика потера за Циганима
Велика потера за Циганима или Велико хапшење Цигана (шп. Gran Redada de Gitanos), такође познато као Опште хапшење Цигана (шп. Prisión General de Gitanos) је рација коју је одобрила и организовала Шпанска монархија која је довела до хапшења већине Рома у региону и геноцида над 12.000 Рома. Иако је већина Рома пуштена на слободу након неколико месеци, многи други су провели неколико година у затвору и били су подвргнути принудном раду. Рацију је одобрио шпански краљ Фердинанд VI, а организовао га је маркиз од Енсенаде и покренуо истовремено широм Шпаније 30. јула 1749.
Као што Николас Хименез Гонзалес тврди, „Треба нагласити да је Велики скуп из 1749. најстарији познати покушај геноцида над Ромима који је извршен на шпанским територијама. Да бисмо ово боље разумели, неопходна је белешка појашњења. Термин геноцид још није постојао у језику тог времена; у званичним документима је коришћен израз истребљење. Међутим, власти нису намеравале да одмах истребе ромску популацију у затворима, уместо тога, желели су да уништење Рома буде последица одвојеног затварања мушкараца и жена, што онемогућава зачеће нове генерације Рома. Дакле, из данашње перспективе, опште затварање је у складу са савременом дефиницијом појма геноцид.”

## Пре хапшења
Од краљевског едикта Карла II 1695. године, шпански Роми су били ограничени на одређене градове. Званични едикт из 1717. ограничио их је на само 75 градова и округа, како не би били концентрисани ни у једном региону.

## Организација
Планови за хапшење су развијани у тајности. Међу првима који су израдили планове био је именовани гувернер Савета Кастиље, Гаспар Васкез Таблада, бискуп Овиједа. Касније је то поткријепљено и мишљењем исусовца оца Франсиска Равага, исповједника Фердинанда VI, чији се одговор о моралности скупа може сажети у његовом коментару да:
Средства која је предложио гувернер савета за искорењивање ове лоше расе, која мрзи Бога и опасна је за човека, чини ми се добрим. Краљ ће учинити велики дар Богу, Господу нашем, ако успе да се ослободи ових људи.
План је подразумевао слање трупа у градове са ромским насељима, од којих је сваки носио запечаћени сет упутстава, која су командантима требало да буду откривена само дан непосредно пре хапшења у августу. Ромска насеља је требало да буду опкољена, а сви радно способни одрасли Роми су интерно депортовани на принудни рад у морнаричким арсеналима или у одређене руднике, затворе или фабрике. Жене и деца су били присиљени да се баве производњом одеће. Они који су превише болесни да би путовали остали би у војном притвору све док не буду довољно здрави да путују, или док не дођу до „хришћанске смрти“. Операција је требало да буде финансирана заплењеном робом и домовима Рома.
Логистика рације је варирала у ефикасности од града до града. Акција у Севиљи, где је опкољена војска затворила градске капије како би спречила бег мете, изазвала је узбуну у широј јавности, која није знала за циљеве. Добијени су посебни прогласи да се избегне коришћење цркава као азила. Дефиниција ко је тачно Ром показала се тешком у многим случајевима и била је склона злостављању. На пример, Роми у браку са неромима често су били поштеђени. Номадски Роми, који су већ ређи, показали су се тешким за прикупљање. На крају, скоро 9.000 Рома је приведено, од којих је 5.000 пуштено три месеца касније због молби, протеста комшија и локалних власти. Преосталих 4.000 који нису имали користи од подршке заједнице биће пуштени постепено од 1750. надаље током осмогодишњег тешког стања током којег се процењује да је око 500 страдало због различитих узрока.

## Преокрет
Непосредан гнев и протести изазвани затварањем оних Рома који су били добро интегрисани у своје заједнице довели су до ослобађања већине затвореника три месеца након хапшења. Преосталих 4.000 пуштани су на словоду постепено од 1750. године. До 1763. године, стотину преосталих затвореника су помиловани и пуштени на слободу краљевским декретом.